# آشستان
آشستان یکی از روستاهای استان آذربایجان شرقی است که در دهستان گنبر بخش مرکزی شهرستان اسکو واقع شده‌است.این روستا ۱۴۶ نفر جمعیت دارد.